# Паризький парламент

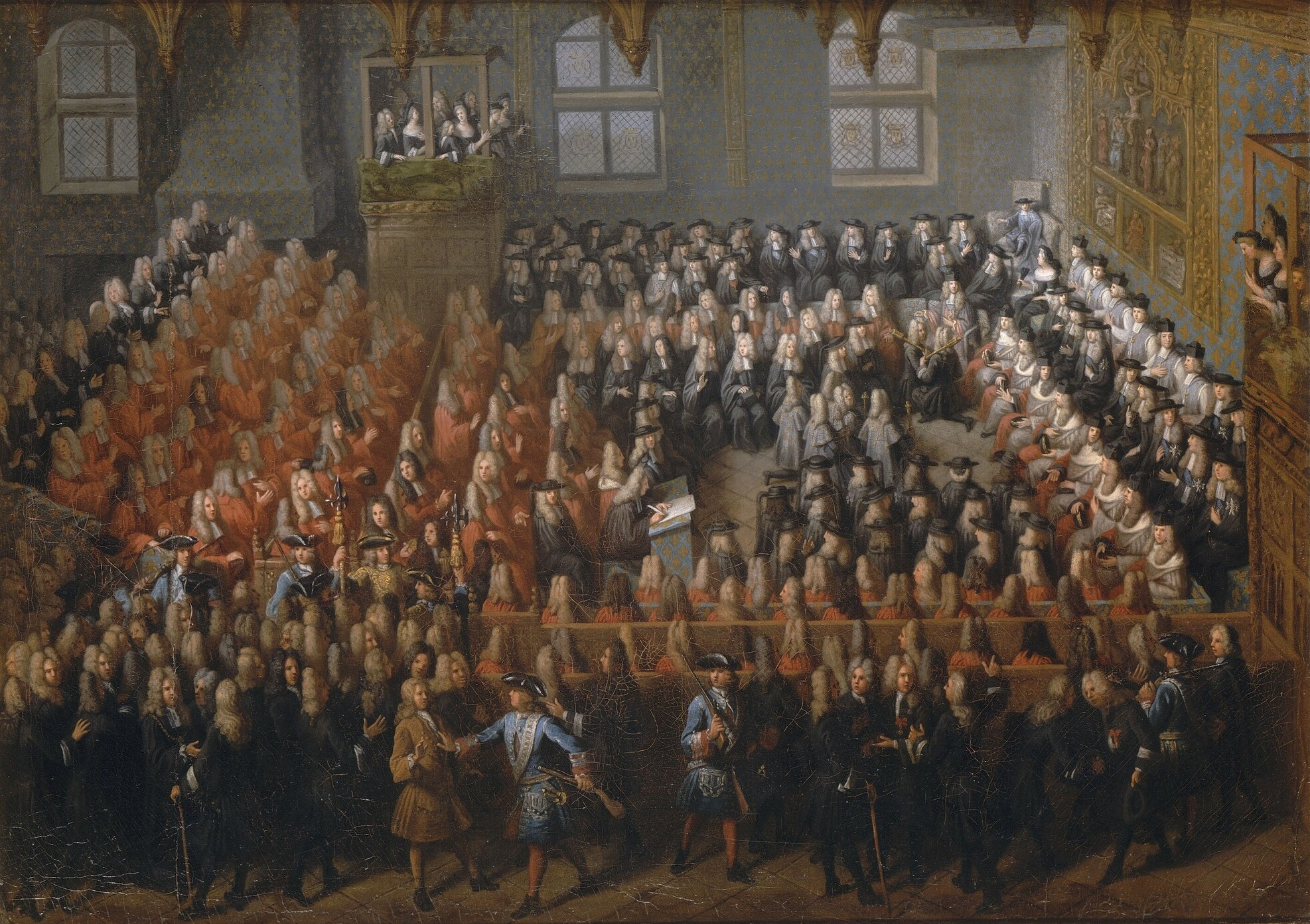
Lit de justice 12 вересня 1715 року за участю короля Людовика XV

Пари́зький парла́мент — найвищий судовий орган у Франції старого порядку. Від XV століття — найзначущіший серед провінційних парламентів, що створювалися за його подобою в різних регіонах країни.
Парламент виріс із королівської ради (лат. curia regis). За перших Капетингів це були неформальні збори васалів і прелатів короля, на яких розбиралися поточні політичні та правові питання. У XII столітті склад суду поповнили фахові юристи (consiliarii); монарх дедалі частіше делегував свої судові повноваження цьому органу. На сесіях, або дебатах (фр. curis regio in parlemento), також розбиралися скарги на дії бальї — королівських представників на місцях.
Паризький парламент створено 1260 року в ході реформ короля Людовіка IX Святого в результаті виділення з королівської ради трьох самостійних органів: Великої ради (le Grand Conseil), що здійснювала загальне керівництво та контроль над окремими галузями управління, Рахункової палати (la Chambre des comptes), вищого органу фінансового управління, та Парламенту (le Parlement) — верховного суду.
Сліди свого колишнього значення як частини королівської ради паризький парламент зберіг аж до революції, яка поклала край його існуванню. У Великій палаті члени парламенту приймали присягу від герцогів, перів, бальї, сенешалей тощо. Походженням парламенту з королівської курії пояснюється право його вносити до своїх книг (фактично оприлюднювати, enregistrer) нові королівські укази. При цьому парламент часто звертав увагу короля на помічені в указах недоліки та похибки, робив королю подання щодо нових указів, вказував на їх неузгодженість із законним порядком, на їх можливі шкідливі наслідки тощо. Такі подання називалися «remontrances».
У XV столітті оформилося успадкування парламентських місць як спосіб формування Паризького парламенту. Утворилися цілі парламентські династії, оформився новий стан — дворянство мантії (noblesse de robe). У 1405—1417 роках 73,8 % радників Парламенту перебували в кревній спорідненості. Потім набула поширення купівля-продаж суддівських посад. Формально спочатку вона була незаконною і нові радники Парламенту складали присягу в тому, що вони не платили грошей за свою посаду.
У XVII столітті переважало становище, що член парламенту міг передати своє місце синові, сплачуючи щорічно одну шістдесяту його ціни. Така автономія дозволяла членам парламенту розглядати себе як особливу корпорацію, верхівку третього стану, покликану до участі в законодавчій та урядовій діяльності. З часом парламент став виводити звідси своє право контролювати діяльність уряду, схвалювати його розпорядження або відкидати їх.
Королівська влада бачила в таких намаганнях замах на її верховні права. Насправді, однак, вона часто мирилася зі втручанням парламенту в справи управління. У разі наполегливої відмови з боку парламенту внести до своїх книг (реєстрів) нове розпорядження, уряд став вдаватися (з середини XVI століття) до так званого lit de justice: король особисто прибував на засідання парламенту і прямо наказував вжити певних заходів.
Першим головою Паризького парламенту був Рене Шарль де Мопу .
Паризький парламент був судом першої інстанції для «королівських випадків» (cas royaux) та апеляційним судом для всіх підданих Французького королівства. Він складався з Вищої (судової) палати (la Grand chambre), яка виносила безпосередньо рішення та вироки; слідчої палати (la Chambre des enquêtes), що вела розслідування справ, і палати прохань (la Chambre des requêtes), що розглядала клопотання, скарги та прохання з усього королівства.